# Strangford Lough
Koordinaten: 54° 29′ 0″ N, 5° 35′ 0″ W
Der Strangford Lough (irisch: Loch Cuan), südöstlich von Belfast im County Down in Nordirland gelegen, ist ein von der Irischen See durch die Ards-Halbinsel bis auf die schmale Meerenge zwischen den Orten Portaferry und Strangford abgetrennter 18647 Hektar großer Naturhafen. Er ist 26 Kilometer lang und etwa 6 Kilometer breit. Ein Drittel des Sees mit seinen 365 ufernahen Inseln ist allerdings so flach, dass es bei Niedrigwasser trockenfällt. Der See wird als Area of Outstanding Natural Beauty eingestuft. Die größte Stadt im Uferbereich des Sees ist Newtownards. In ihrem Nahbereich liegt das Naturschutzgebiet North Strangford Lough.

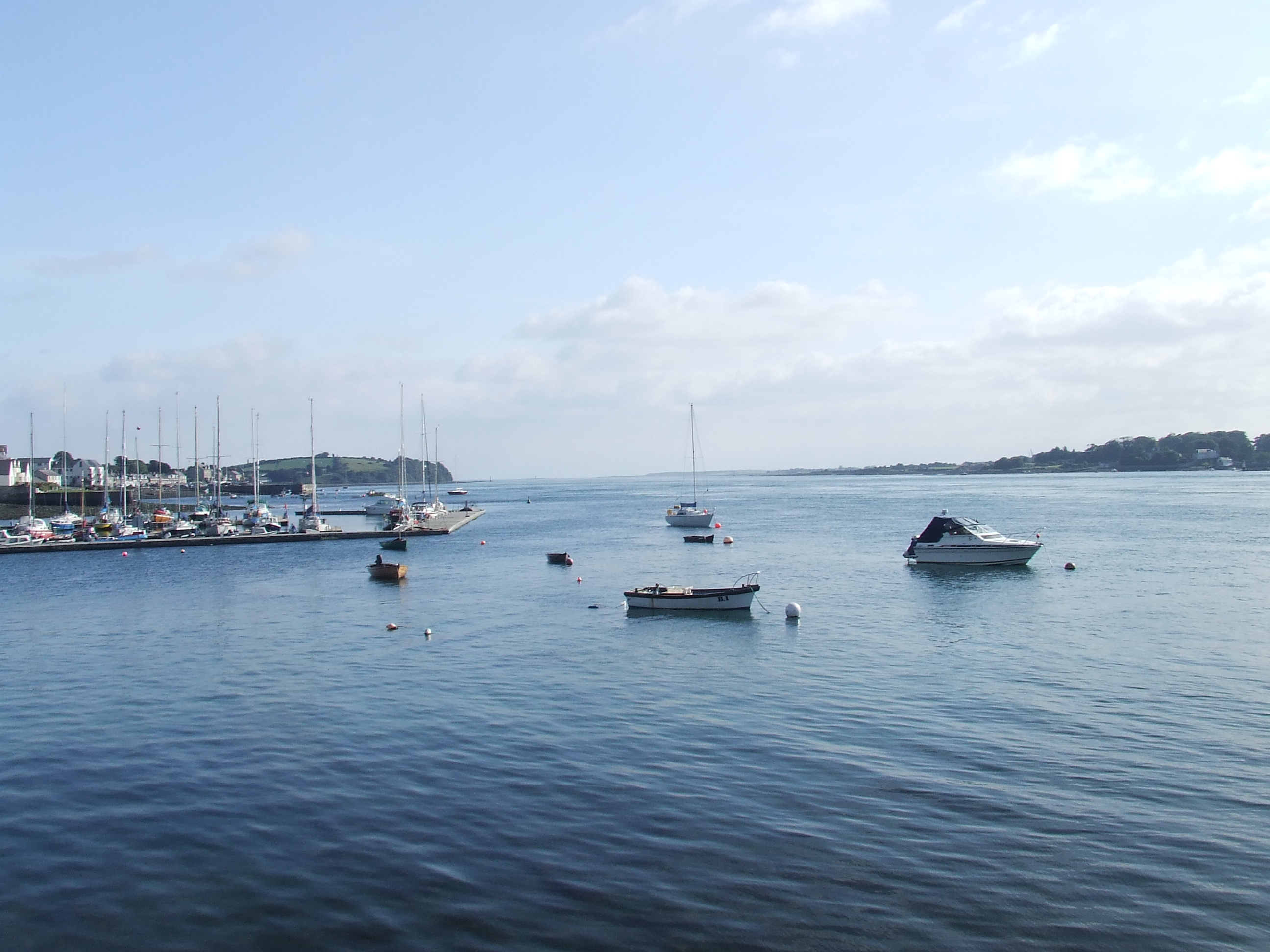
Strangford Lough, Blick von Portaferry zur Meerenge

Die höchste Erhebung am See ist der Scrabo Hill nahe Newtownards. Von oben sieht man im Westen Belfast, im Süden die Mourne Mountains und südöstlich über den Lough, die Ards-Halbinsel und die Isle of Man. Ein spätbronzezeitliches-eisenzeitliches Rath lag auf dem Gipfel des Hügels, der seit der Jungsteinzeit besiedelt war.
Von besonderem wissenschaftlichem Interesse sind die archäologischen Fundplätze rund um den See, darunter rund 50 mesolithische. Überwiegend aus einheimischen Austern bestehen 28 Køkkenmøddinger (englisch: midden). Größere Konzentrationen liegen an der Ardmillan Bay, auf Mahee Island und Rough Island, sowie bei Castle Espie, auf Chapel Island. Vor der Insel wurde durch Luftbildarchäologie ein steinerner Fischzaun (engl. Fish weir) entdeckt. Rough Island liegt zwischen Comber und Newtownards und ist ein Drumlin eine eiszeitlich gebildete Landschaft, die während der Ebbe zu Fuß erreichbar ist. Aus mesolithischer Zeit sind mehrere Gräben, etliche Flintartefakte und zwei Feuerstellen entdeckt worden; eine innerhalb eines Køkkenmøddingers. Eine Ausgrabung von 1997 erbrachte eine dunkle Sandschicht mit Scherben mittelalterlicher Töpferware. 
Im Gezeitenareal von Chapel Island wurden bis zu 300 Meter lange Steinstrukturen erfasst, die als Fischfallen des nahen Zisterzienserklosters interpretiert werden. 

## GezeitenkraftwerkSeaGen

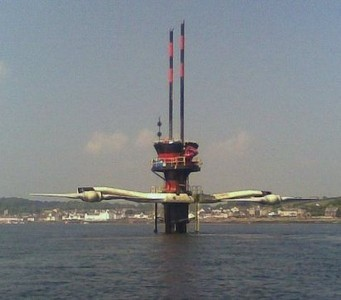
SeaGen (Rotoren zu Wartungszwecken aus dem Wasser gehoben)

Von April 2008 bis ins Jahr 2016 lief in der Meerenge, die den Strangford Lough mit dem offenen Meer verbindet, ein Gezeitenkraftwerk namens SeaGen (Leistung 1,2 Megawatt), bestehend aus einem im Wasser stehenden Turm, an welchem zwei große Rotoren befestigt sind, die durch die Tidenströmung angetrieben werden. Das Kraftwerk wurde 2017 abgebaut.